# ミージアンキー
ミージアンキー(Miedziankit )は、ポーランドの爆薬。塩素酸カリウム、灯油、およびオプションで微量の酸化鉄を含むアルミニウム粉末で構成されている。
灯油の含有量は9％を超えてはならないが、それに近い場合がある。これはスプレンゲル爆薬の一種であり、使用直前に酸化剤である塩素酸カリウムと燃料である灯油は混合される。